# ミカ・ブルゼジンスキー
ミカ・ブルゼジンスキー（Mika Brzezinski、1967年3月2日 - ）は、アメリカ合衆国のTVキャスター、作家、政治評論家である。MSNBC局の平日朝の番組『モーニング・ジョー』において、共和党のジョー・スカーボロとホストを務めている。ミカは、ジミー・カーター大統領当時の国家安全保障問題担当大統領補佐官であったズビグネフ・ブレジンスキーの娘である。